# Angel of Salvation
Angel of Salvation è l'ottavo album del gruppo musicale giapponese power metal Galneryus, pubblicato dall'etichetta discografica VAP il 10 ottobre 2012.

## Tracce
1. Reach to the Sky – 2:30
2. The Promised Flag – 6:18
3. Temptation Through the Night – 6:11
4. Lonely as a Stranger – 5:53
5. Stand Up for the Right – 6:55
6. Hunting for Your Dream – 5:24
7. Lament – 5:14
8. Infinity – 6:19
9. Angel of Salvation – 14:37
10. Longing (strumentale) – 4:53

## Formazione
- Masatoshi Ono (SHO) – voce
- Syu –  chitarra
- Taka – basso
- Junichi – batteria
- Yuhki – tastiere

### Ospiti
- Akane Liv – voce (traccia 9)

### Produzione
- Yorimasa Hisatake – produzione
- Naoki Sakurai – missaggio, ingegneria del suono
- Chifumi Karasawa – ingegneria del suono
- Sousuke Tsujinaka – ingegneria del suono
- Youichi Aikawa – mastering
- Yutaka Kawase – grafica, art direction
- Shinya Omachi – fotografia